# José Milton Melgar
José Milton Melgar Soruco (Santa Cruz de la Sierra, 20 de septiembre de 1959) es un exfutbolista y entrenador boliviano. Se desempeñaba como centrocampista, es reconocido como uno de los mejores mediocampistas del fútbol boliviano. Fue internacional con la Selección boliviana con la que clasificó al mundial de 1994 en casi 18 años de carrera.
Su sobrino, Sebastián Melgar, también es futbolista.

## Selección nacional
Melgar debutaba en la selección boliviana en un partido amistoso frente a Finlandia en La Paz (3-0). Tenía 21 años y el técnico que lo hizo jugar por primera vez fue Ramiro Blacut.

### Participaciones enCopas del Mundo
| Mundial                        | Sede           | Resultado      | PJ | Goles |
| ------------------------------ | -------------- | -------------- | -- | ----- |
| Copa Mundial de Fútbol de 1994 | Estados Unidos | Fase de grupos | 3  | 0     |

### Participaciones enCopas América
| Torneo                 | Sede                   | Resultado              | PJ | Goles |
| ---------------------- | ---------------------- | ---------------------- | -- | ----- |
| Copa América 1983      | Sin sede fija          | Fase de grupos         | 3  | 1     |
| Copa América 1987      | Argentina              | Fase de grupos         | 1  | 0     |
| Copa América 1989      | Brasil                 | Fase de grupos         | 4  | 0     |
| Copa América 1991      | Chile                  | Fase de grupos         | 4  | 0     |
| Copa América 1993      | Ecuador                | Fase de grupos         | 3  | 0     |
| Copa América 1995      | Uruguay                | Cuartos de final       | 4  | 0     |
| Copa América 1997      | Bolivia                | Subcampeón             | 3  | 0     |
| Total en Copas América | Total en Copas América | Total en Copas América | 22 | 1     |

### Participación enEliminatorias al Mundial
| Eliminatoria                          | Sede del Mundial       | Posición               | Resultado              | PJ | Goles |
| ------------------------------------- | ---------------------- | ---------------------- | ---------------------- | -- | ----- |
| Eliminatorias Mundial de España 1982  | España                 | 2°lugar 2pts Grupo 1   | Eliminado              | 1  | 0     |
| Eliminatorias Mundial de México 1986  | México                 | 3°lugar 2pts Grupo 3   | Eliminado              | 4  | 0     |
| Eliminatorias Mundial de Italia 1990  | Italia                 | 2°lugar 6pts Grupo 1   | Eliminado              | 4  | 1     |
| Eliminatorias Mundial de USA 1994     | Estados Unidos         | 2°lugar 11pts Grupo B  | Clasificado            | 8  | 3     |
| Eliminatorias Mundial de Francia 1998 | Francia                | 8°lugar 17pts          | Eliminado              | 4  | 0     |
| Total en Eliminatorias                | Total en Eliminatorias | Total en Eliminatorias | Total en Eliminatorias | 21 | 4     |

## Clubes
| Club              | País      | Año       |
| ----------------- | --------- | --------- |
| Blooming          | Bolivia   | 1979-1985 |
| Boca Juniors      | Argentina | 1986-1988 |
| River Plate       | Argentina | 1988-1989 |
| Bolívar           | Bolivia   | 1989-1990 |
| Oriente Petrolero | Bolivia   | 1990      |
| Blooming          | Bolivia   | 1991      |
| Everton           | Chile     | 1992      |
| The Strongest     | Bolivia   | 1993      |
| Cobreloa          | Chile     | 1994-1995 |
| Bolívar           | Bolivia   | 1995      |
| Real Santa Cruz   | Bolivia   | 1996      |
| Blooming          | Bolivia   | 1997      |

## Palmarés

### Títulos nacionales
| Título           | Club              | Año  |
| ---------------- | ----------------- | ---- |
| Primera División | Blooming          | 1984 |
| Primera División | Oriente Petrolero | 1990 |
| Primera División | The Strongest     | 1993 |

### Torneos cortos
| Título          | Club            | Año  |
| --------------- | --------------- | ---- |
| Torneo Apertura | Real Santa Cruz | 1996 |